# 忿激派
忿激派，又译疯人派（法語：Furieux），是法国大革命时期，主张在革命上、在经济上采取恐怖政策的激进派别。它的主要领导人是雅克·鲁。他們主張公民、政治和社會平等，主張徵收糧食稅、徵收糧食和徵收富人稅。他們由雅克·魯、勒克萊爾克、瓦爾萊等人和一個無套褲漢的革命共和主義婦女協會組成。如果他們之間沒有組織聯繫，他們將成為礫石坑（哥爾維勒）和巴蒂諾爾以及無套褲漢女權主義運動最受歡迎的部分代言人，甚至是理論家。他們要比山嶽派更左。由於忿激派是激進的平均主義者，是農民階級利益的代表，但是其保護私有財產，因而失去了一部分無套褲漢的支持，沒有另立中央的能力。於是忿激派在6月2日起义时支持山岳派，但最终被羅伯斯庇爾、丹東和埃貝爾派镇压。保護私有財產是忿激派失敗的根源。他們的思想被巴貝夫採納和發展。革命中，他們主要在1793年2-10月間活動。

## 外部連結
- Jacques Roux Internet Archive （页面存档备份，存于） on 馬克思主義文庫
- Jean-François Varlet Internet Archive （页面存档备份，存于） on 馬克思主義文庫